# Karolina Matylda Dánská
Karolina Matylda Dánská (Caroline-Mathilde Louise Dagmar Christine Maud Augusta Ingeborg Thyra Adelheid; 27. dubna 1912, Gentofte – 12. prosince 1995, Kodaň) byla dcerou prince Haralda Dánského a vnučkou dánského krále Frederika VIII. Sňatkem s princem Knutem Dánským se stala dánskou dědičnou princeznou.

## Původ a rodina
Princezna Karolina Matylda se narodila 27. dubna 1912 ve venkovském domě Jægersborghus v Gentofte na sever od Kodaně jako druhá dcera dánského prince Haralda, syna krále Frederika VIII. a královny Luisy Švédské. Její matkou byla Helena Adléta Šlesvicko-Holštýnsko-Sonderbursko-Glücksburská, dcera šlesvicko-holštýnského vévoda Fridricha Ferdinanda a jeho manželky Karolíny Matyldy Šlesvicko-Holštýnsko-Sonderbursko-Augustenburské.
Princezna byla pojmenována po své babičce z matčiny strany, ale rodina jí říkala "Calma".

## Manželství a potomci
V jednadvaceti letech se 8. září 1933 na zámku Fredensborg na Sjællandu provdala za svého bratrance prince Knuta, nejmladšího potomka dánského krále Kristiána X. a Alexandriny Meklenbursko-Zvěřínské. Pár obdržel jako své sídlo palác Sorgenfri v Kongens Lyngby severně od Kodaně. Měli spolu tři děti:
- Alžběta Karolina Matylda Helena Olga Thyra Feodora Estrid Markéta Desirée Dánská (8. května 1935 – 19. června 2018)
- Ingolf Kristián Frederik Knut Harald Gorm Gustav Viggo Valdemar Aage Dánský (17. února 1940), po sňatku bez svolení ztratil titul a dostal jméno hrabě z Rosenborgu.
- Kristián Frederik František Knut Harald Karel Olaf Gustav Jiří Erik Dánský (22. října 1942 – 21. května 2013), po sňatku bez svolení ztratil titul a dostal jméno hrabě z Rosenborgu.

## Pozdější život
V letech 1947 až 1953 byl princ Knut domnělým dědicem svého staršího bratra Frederika IX. Knut by se stal králem a Karolina Matylda královnou, změna ústavy v roce 1953 však znamenala, že Knuta na jeho místě nahradila Frederikova nejstarší dcera Markéta. Po této změně dostal Knut titul dědičného prince a Karolina Matylda se stala dědičnou princeznou.
Dědičný princ Knut zemřel 14. června 1976. Karolina Matylda ho přežila o 19 let a zemřela 12. prosince 1995 v paláci Sorgenfri. Pohřbena byla v katedrále
v Roskilde vedle svého manžela.

## Tituly, oslovení a vyznamenání

### Tituly a oslovení
- 27. dubna 1912 – 8. září 1933: Její Výsost princezna Karolina Matylda Dánská
- 8. září 1933 – 20. dubna 1947: Její královská Výsost princezna dánská
- 20. dubna 1947 – 27. března 1953: Její královská Výsost dědičná princezna dánská
- 27. března 1953 – 12. prosince 1995: Její královská Výsost princezna dánská

### Vyznamenání
- : Řád slona
- : Řád královské rodiny Kristiána IX. 2. třídy
- : Řád královské rodiny Frederika IX. 2. třídy
- : Řád královské rodiny Markéty II. 2. třídy
- : Čestná medaile Červeného kříže
- : Medaile Červeného kříže
- : Medaile 100. výročí narození Frederika VIII.
- : Medaile 100. výročí narození Kristiána IX.
- : Medaile 50. výročí narození Markéty II.
- : Medaile stříbrného výročí královny Markéty II. a prince Henrika

## Vývod z předků
|                         |                                                                   |  |                                                               |                                                                      |  |  |  |  |  |  |  | Fridrich Vilém Šlesvicko-Holštýnsko-Sonderbursko-Glücksburský |
|                         |                                                                   |  |                                                               |                                                                      |  |  |  |  |  |  |  |                                                               |
|                         | Kristián IX.                                                      |  |                                                               |                                                                      |  |  |  |  |  |  |  |                                                               |
|                         |                                                                   |  |                                                               |                                                                      |  |  |  |  |  |  |  |                                                               |
|                         |                                                                   |  |                                                               | Luisa Karolina Hesensko-Kasselská                                    |  |  |  |  |  |  |  |                                                               |
|                         |                                                                   |  |                                                               |                                                                      |  |  |  |  |  |  |  |                                                               |
|                         | Frederik VIII.                                                    |  |                                                               |                                                                      |  |  |  |  |  |  |  |                                                               |
|                         |                                                                   |  |                                                               |                                                                      |  |  |  |  |  |  |  |                                                               |
|                         |                                                                   |  |                                                               | Vilém Hesensko-Kasselský                                             |  |  |  |  |  |  |  |                                                               |
|                         |                                                                   |  |                                                               |                                                                      |  |  |  |  |  |  |  |                                                               |
|                         | Luisa Hesensko-Kasselská                                          |  |                                                               |                                                                      |  |  |  |  |  |  |  |                                                               |
|                         |                                                                   |  |                                                               |                                                                      |  |  |  |  |  |  |  |                                                               |
|                         |                                                                   |  |                                                               | Luisa Šarlota Dánská                                                 |  |  |  |  |  |  |  |                                                               |
|                         |                                                                   |  |                                                               |                                                                      |  |  |  |  |  |  |  |                                                               |
|                         | Harald Dánský                                                     |  |                                                               |                                                                      |  |  |  |  |  |  |  |                                                               |
|                         |                                                                   |  |                                                               |                                                                      |  |  |  |  |  |  |  |                                                               |
|                         |                                                                   |  |                                                               | Oskar I.                                                             |  |  |  |  |  |  |  |                                                               |
|                         |                                                                   |  |                                                               |                                                                      |  |  |  |  |  |  |  |                                                               |
|                         | Karel XV.                                                         |  |                                                               |                                                                      |  |  |  |  |  |  |  |                                                               |
|                         |                                                                   |  |                                                               |                                                                      |  |  |  |  |  |  |  |                                                               |
|                         |                                                                   |  |                                                               | Joséphine de Beauharnais mladší                                      |  |  |  |  |  |  |  |                                                               |
|                         |                                                                   |  |                                                               |                                                                      |  |  |  |  |  |  |  |                                                               |
|                         | Luisa Švédská                                                     |  |                                                               |                                                                      |  |  |  |  |  |  |  |                                                               |
|                         |                                                                   |  |                                                               |                                                                      |  |  |  |  |  |  |  |                                                               |
|                         |                                                                   |  |                                                               | Frederik Nizozemský                                                  |  |  |  |  |  |  |  |                                                               |
|                         |                                                                   |  |                                                               |                                                                      |  |  |  |  |  |  |  |                                                               |
|                         | Luisa Oranžsko-Nassavská                                          |  |                                                               |                                                                      |  |  |  |  |  |  |  |                                                               |
|                         |                                                                   |  |                                                               |                                                                      |  |  |  |  |  |  |  |                                                               |
|                         |                                                                   |  |                                                               | Luisa Pruská                                                         |  |  |  |  |  |  |  |                                                               |
|                         |                                                                   |  |                                                               |                                                                      |  |  |  |  |  |  |  |                                                               |
| Karolina Matylda Dánská |                                                                   |  |                                                               |                                                                      |  |  |  |  |  |  |  |                                                               |
|                         |                                                                   |  |                                                               |                                                                      |  |  |  |  |  |  |  |                                                               |
|                         |                                                                   |  | Fridrich Vilém Šlesvicko-Holštýnsko-Sonderbursko-Glücksburský |                                                                      |  |  |  |  |  |  |  |                                                               |
|                         |                                                                   |  |                                                               |                                                                      |  |  |  |  |  |  |  |                                                               |
|                         | Fridrich Šlesvicko-Holštýnsko-Sonderbursko-Glücksburský           |  |                                                               |                                                                      |  |  |  |  |  |  |  |                                                               |
|                         |                                                                   |  |                                                               |                                                                      |  |  |  |  |  |  |  |                                                               |
|                         |                                                                   |  |                                                               | Luisa Karolina Hesensko-Kasselská                                    |  |  |  |  |  |  |  |                                                               |
|                         |                                                                   |  |                                                               |                                                                      |  |  |  |  |  |  |  |                                                               |
|                         | Fridrich Ferdinand Šlesvicko-Holštýnský                           |  |                                                               |                                                                      |  |  |  |  |  |  |  |                                                               |
|                         |                                                                   |  |                                                               |                                                                      |  |  |  |  |  |  |  |                                                               |
|                         |                                                                   |  |                                                               | Jiří Vilém ze Schaumburg-Lippe                                       |  |  |  |  |  |  |  |                                                               |
|                         |                                                                   |  |                                                               |                                                                      |  |  |  |  |  |  |  |                                                               |
|                         | Adléta ze Schaumburg-Lippe                                        |  |                                                               |                                                                      |  |  |  |  |  |  |  |                                                               |
|                         |                                                                   |  |                                                               |                                                                      |  |  |  |  |  |  |  |                                                               |
|                         |                                                                   |  |                                                               | Ida Waldecko-Pyrmontská                                              |  |  |  |  |  |  |  |                                                               |
|                         |                                                                   |  |                                                               |                                                                      |  |  |  |  |  |  |  |                                                               |
|                         | Helena Adléta Šlesvicko-Holštýnsko-Sonderbursko-Glücksburská      |  |                                                               |                                                                      |  |  |  |  |  |  |  |                                                               |
|                         |                                                                   |  |                                                               |                                                                      |  |  |  |  |  |  |  |                                                               |
|                         |                                                                   |  |                                                               | Kristián August II. Šlesvicko-Holštýnsko-Sonderbursko-Augustenburský |  |  |  |  |  |  |  |                                                               |
|                         |                                                                   |  |                                                               |                                                                      |  |  |  |  |  |  |  |                                                               |
|                         | Fridrich VIII. Šlesvicko-Holštýnský                               |  |                                                               |                                                                      |  |  |  |  |  |  |  |                                                               |
|                         |                                                                   |  |                                                               |                                                                      |  |  |  |  |  |  |  |                                                               |
|                         |                                                                   |  |                                                               | Luisa Žofie z Danneskiold-Samsøe                                     |  |  |  |  |  |  |  |                                                               |
|                         |                                                                   |  |                                                               |                                                                      |  |  |  |  |  |  |  |                                                               |
|                         | Karolína Matylda Šlesvicko-Holštýnsko-Sonderbursko-Augustenburská |  |                                                               |                                                                      |  |  |  |  |  |  |  |                                                               |
|                         |                                                                   |  |                                                               |                                                                      |  |  |  |  |  |  |  |                                                               |
|                         |                                                                   |  |                                                               | Arnošt I. Hohenlohe-Langenburský                                     |  |  |  |  |  |  |  |                                                               |
|                         |                                                                   |  |                                                               |                                                                      |  |  |  |  |  |  |  |                                                               |
|                         | Adléta z Hohenlohe-Langenburgu                                    |  |                                                               |                                                                      |  |  |  |  |  |  |  |                                                               |
|                         |                                                                   |  |                                                               |                                                                      |  |  |  |  |  |  |  |                                                               |
|                         |                                                                   |  |                                                               | Feodora Leiningenská                                                 |  |  |  |  |  |  |  |                                                               |
|                         |                                                                   |  |                                                               |                                                                      |  |  |  |  |  |  |  |                                                               |